# Norman Chad

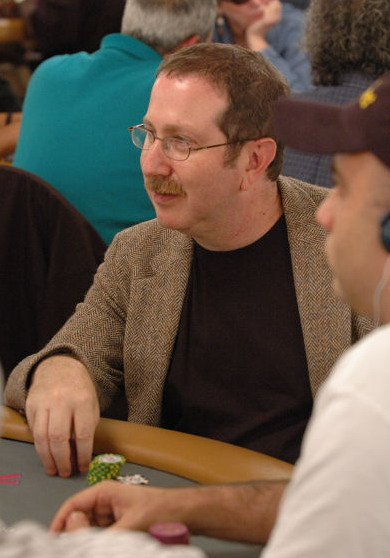
Norman Chad (2006)

Norman A. Chad (* 17. August 1958 in Washington, D.C.) ist ein US-amerikanischer Fernsehkommentator und Pokerspieler.

## Leben

### Ausbildung und Veröffentlichungen
Chad wurde 1958 als Sohn von Seymour und Perla Chad in Washington, D.C. geboren und wuchs in Silver Spring im US-Bundesstaat Maryland auf. Er besuchte bis 1976 die Northwood High School und arbeitete dort als Sportredakteur für die Schülerzeitung. Anschließend studierte Chad an der University of Maryland in College Park und machte einen Abschluss in Amerikanistik. Nach seinem Studium arbeitete er eine Zeit als Stand-up-Comedian. Zudem schrieb er Berichte für verschiedene Sportzeitungen, u. a. die Sports Illustrated, sowie Skripte für die Fernsehserien Coach und Arli$$. 1993 veröffentlichte Chad das Buch Hold On, Honey, I’ll Take You to the Hospital at Halftime: Confessions of a TV Sports Junkie. Er ist in dritter Ehe verheiratet und lebt in Los Angeles.

### Kommentator für ESPN
Chad kommentiert seit 2003 an der Seite von Lon McEachern für ESPN das Main Event der World Series of Poker (WSOP) am Las Vegas Strip. Seine nach dem Sieg des Pokeramateurs Chris Moneymaker im Mai 2003 verwendeten Worte gelten als eines der berühmtesten Pokerzitate:

„This is beyond fairytale – it's inconceivable.“

Seit 2011 werden McEachern und er von Kara Scott als Moderatorin verstärkt. Chad ist aufgrund mangelnder Pokerkenntnisse und immergleichen Phrasen bei fortgeschrittenen Spieler umstritten. Ende Februar 2018 erhielt er bei den American Poker Awards in Los Angeles gemeinsam mit McEachern den Award for Lifetime Achievement in Poker.

### Pokerkarriere
Chad selbst nimmt seit 2009 gelegentlich an renommierten Live-Turnieren teil. Als liebste Pokervariante gibt er Seven Card Stud an.
Er war im Juni 2009 erstmals bei der WSOP erfolgreich. Bei der WSOP 2012 erreichte er einen Finaltisch in Omaha /Seven Card Stud Hi/Lo und belegte den mit über 35.000 US-Dollar dotierten sechsten Platz. Bei der WSOP 2014 belegte er bei einem Turnier in Seven Card Stud Hi/Lo den zehnten Platz und erhielt knapp 35.000 US-Dollar.
Insgesamt hat sich Chad mit Poker bei Live-Turnieren knapp 100.000 US-Dollar erspielt.

## Werke
- Buch Hold On, Honey, I’ll Take You to the Hospital at Halftime: Confessions of a TV Sports Junkie, 1993, ISBN 978-0871135841